# Cypr na Letnich Igrzyskach Olimpijskich 2012
Cypr na Letnich Igrzyskach Olimpijskich 2012, które odbyły się w Londynie, reprezentowało 13 zawodników.
Był to dziewiąty start reprezentacji Cypru na letnich igrzyskach olimpijskich.

## Reprezentanci

### Gimnastyka

#### Gimnastyka artystyczna
- Christaleni Trikomiti - wielobój indywidualnie

### Kolarstwo

#### Mężczyźni
| Zawodnik           | Konkurencja   | Czas    | Miejsce |
| ------------------ | ------------- | ------- | ------- |
| Marios Atanasiadis | Cross-country | 1:43:25 | 40.     |

### Lekkoatletyka

#### Kobiety
| Zawodniczka    | Konkurencja   | Eliminacje | Eliminacje | Półfinał | Półfinał | Finał | Finał   |
| Zawodniczka    | Konkurencja   | Wynik      | Miejsce    | Wynik    | Miejsce  | Wynik | Miejsce |
| -------------- | ------------- | ---------- | ---------- | -------- | -------- | ----- | ------- |
| Eleni Artimata | bieg na 200 m | 23.09      | 6.         | 22.92    | 8.       |       |         |

#### Mężczyźni
| Zawodnik                | Konkurencja  | Kwalifikacje | Kwalifikacje | Finał    | Finał   |
| Zawodnik                | Konkurencja  | Rezultat     | Miejsce      | Rezultat | Miejsce |
| ----------------------- | ------------ | ------------ | ------------ | -------- | ------- |
| Kiriakos Joanu          | skok wzwyż   | 2,26 m       | 12.          | 2,20m    | 13.     |
| Apostolos Parelis       | rzut dyskiem | 63,48 m      | 13.          |          |         |
| Konstandinos Statelakos | rzut młotem  | 69,65 m      | 33.          |          |         |

### Pływanie

#### Kobiety
| Zawodniczka  | Konkurencja   | Eliminacje | Eliminacje | Półfinał | Półfinał | Finał | Finał   |
| Zawodniczka  | Konkurencja   | Czas       | Miejsce    | Czas     | Miejsce  | Czas  | Miejsce |
| ------------ | ------------- | ---------- | ---------- | -------- | -------- | ----- | ------- |
| Ana Stilianu | 200m dowolnym | 2:01.87    | 27.        |          |          |       |         |

### Strzelectwo

#### Mężczyźni
| Zawodnik         | Konkurencja | Kwalifikacje | Kwalifikacje | Finał  | Finał   |
| Zawodnik         | Konkurencja | Punkty       | Miejsce      | Punkty | Miejsce |
| ---------------- | ----------- | ------------ | ------------ | ------ | ------- |
| Jorgos Achileos  | skeet       | 118          | 11.          |        |         |
| Andonakis Andreu | skeet       | 115          | 22.          |        |         |

#### Kobiety
| Zawodniczka     | Konkurencja | Kwalifikacje | Kwalifikacje | Finał  | Finał   |
| Zawodniczka     | Konkurencja | Punkty       | Miejsce      | Punkty | Miejsce |
| --------------- | ----------- | ------------ | ------------ | ------ | ------- |
| Panajota Andreu | skeet       | 57           | 16.          |        |         |

### Tenis ziemny

#### Mężczyźni
| Zawodnik        | Konkurencja    | 1/32                         | 1/16                     | 1/8                       | Ćwierćfinały     | Półfinały        | Finał            | Finał        |
| Zawodnik        | Konkurencja    | Przeciwnik Wynik             | Przeciwnik Wynik         | Przeciwnik Wynik          | Przeciwnik Wynik | Przeciwnik Wynik | Przeciwnik Wynik | Pozycja      |
| --------------- | -------------- | ---------------------------- | ------------------------ | ------------------------- | ---------------- | ---------------- | ---------------- | ------------ |
| Markos Pagdatis | gra pojedyncza | Gō Soeda 6:7(6), 7:6(5), 6:2 | Richard Gasquet 6:4, 6:4 | Andy Murray 6:4, 1:6, 4:6 | → Nie awansował  | → Nie awansował  | → Nie awansował  | Miejsca 9-16 |

### Żeglarstwo

#### Mężczyźni
| Zawodnik        | Konkurencja | Wyścig | Wyścig | Wyścig | Wyścig | Wyścig | Wyścig | Wyścig | Wyścig | Wyścig | Wyścig | Wyścig | Punkty | Finałowa pozycja |
| Zawodnik        | Konkurencja | 1      | 2      | 3      | 4      | 5      | 6      | 7      | 8      | 9      | 10     | M*     | Punkty | Finałowa pozycja |
| --------------- | ----------- | ------ | ------ | ------ | ------ | ------ | ------ | ------ | ------ | ------ | ------ | ------ | ------ | ---------------- |
| Andreas Kariolu | RS:X        | 13     | 26     | 10     | 27     | 11     | 30     | 16     | 12     | 12     | 23     | –      | 150    | 17.              |
| Pawlos Kondidis | Laser       | 9      | 4      | 1      | 1      | 2      | 4      | 12     | 7      | 7      | 4      | 10     | 59     |                  |